# Lorraine Hillas
Lorraine Mary Hillas (11 december 1961) is een Australisch hockeyster. 
Hillas werd in 1988 olympisch kampioen.

## Erelijst
- 1984 – 4e Olympische Spelen in Los Angeles
- 1988 –  Olympische Spelen in Seoel